# Amazoopsis diplopoda
Amazoopsis diplopoda är en bladmossart som först beskrevs av Tamás Pócs, och fick sitt nu gällande namn av J.J.Engel et G.L.Merr.. Amazoopsis diplopoda ingår i släktet Amazoopsis och familjen Lepidoziaceae. Inga underarter finns listade i Catalogue of Life.